# Odeão de Atenas

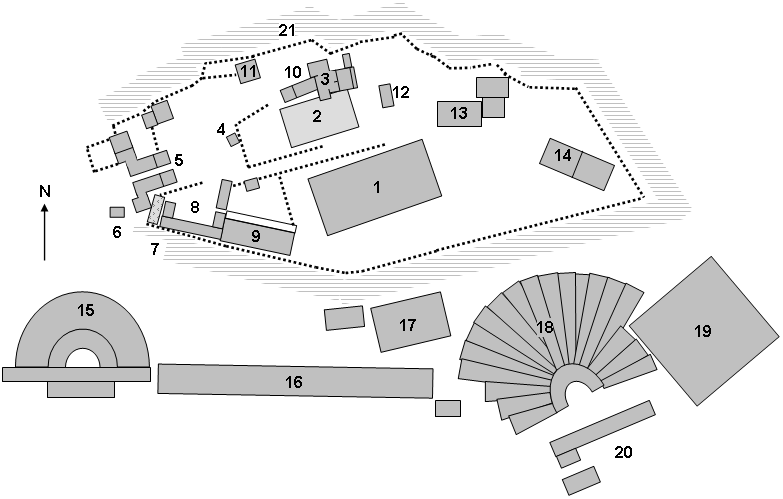
Planta da Acrópole de Atenas mostrando os principais vestígios arqueológicos — o odeão é o número 19, na extrema direita

O Odeão de Atenas ou Odeão de Péricles em Atenas era um odeão de quatro mil metros quadrados, construído no sopé sudeste da Acrópole de Atenas, próximo à entrada do Teatro de Dionísio.

## História
Foi construído pela primeira vez em 435 a.C. por Péricles para os concursos musicais que faziam parte das Panateneias, para o público do teatro se abrigar em caso de mau tempo e para ensaios em coro. Poucos vestígios dela agora sobrevivem, mas parece ter sido "adornado com pilares de pedra" (de acordo com Vitrúvio e Plutarco) e quadrado, em vez da forma circular usual para um odeão. Estava coberto de madeira feita de navios persas capturados, culminando em um telhado quadrado em forma de pirâmide, semelhante a uma tenda. Pausânias escreveu que a reconstrução do século I a.C. era "considerada uma cópia da tenda de Xerxes", e isso poderia ter se aplicado ao edifício original.
Plutarco escreve que o edifício original tinha muitos assentos e muitos pilares. O trabalho moderno de escavação revelou suas fundações como tendo 62,40 por 68,60 metros, e sabe-se agora que o teto era sustentado por noventa pilares internos, em nove fileiras de dez. De algumas outras passagens, e dos escassos restos de tais edifícios, podemos concluir ainda que havia uma orquestra para o coro e um palco para os músicos (com menos profundidade do que o palco do teatro), atrás dos quais havia salas, que provavelmente foram usados para guardar os vestidos e vasos e os ornamentos necessários para as procissões religiosas. Não exigia um cenário instável, mas a parede traseira do palco parece ter sido permanentemente decorada com pinturas. Por exemplo, Vitrúvio escreve que, no pequeno teatro de Aidim (que sem dúvida era um Odeão), Apatúrio de Alabanda pintou a cena com uma composição tão fantástica que ele foi obrigado a removê-la e corrigi-la de acordo com o verdade dos objetos naturais.
O odeão original de Atenas foi incendiado durante o cerco de Sula a Atenas na Primeira Guerra Mitridática em 87-86 a.C., seja pelo próprio Sula ou por seu oponente Aristíon por medo de que Sula usasse suas madeiras para invadir a Acrópole. Mais tarde, foi totalmente reconstruído por Ariobarzanes II da Capadócia, usando C. e M. Stallius e Menalippus como seus arquitetos. O novo edifício foi referido por Pausânias no século II d.C. como "a mais magnífica de todas as estruturas dos gregos". Ele também se refere a uma "figura de Dionísio que vale a pena ver" em um odeão de Atenas, embora ele não especifique qual.